# نوک‌لک‌لکی هرز
نوک‌لک‌لکی هرز (نام علمی: Erodium cicutarium) نام یک گونه از سرده نوک‌لک‌لکی است که با نام‌های متداول «نوک‌لک‌لک معمولی» (common stork's-bill)، «فیلیری ساقه قرمز» (redstem filaree)، «نوک‌لک‌لک ساقه قرمز» (redstem stork's bill) یا «پین‌وید» (pinweed) نیز شناخته می‌شود،  یک گیاه گلدار علفی یک‌ساله است - که در اقلیم‌های گرم، دو‌ساله محسوب می‌شود - و عضوی از خانواده شمعدانیان (Geraniaceae) است. بومی ماکارونزی، اوراسیا با اقلیم معتدل و شمال و شمال شرق آفریقا است، و در قرن هجدهم به آمریکای شمالی برده شد،  جایی که از آن زمان به یک گیاه بومی تبدیل شده است، به ویژه در بیابان‌ها و علفزارهای خشک جنوب غربی ایالات متحده.

### توضیحات
نوک‌لک‌لک معمولی یک گیاه علفی چندساله تک‌پایه جنسی (monoecious) است که معمولاً به صورت گل‌گلی( گل‌های کوچک و پراکنده) (rosette) چسبیده به زمین رشد می‌کند، با ریشه‌ای عمیق که به آن اجازه می‌دهد در خاک‌های خشک در طول تابستان زنده بماند. این گیاه می‌تواند ساقه‌هایی تا ۶۰ سانتی‌متر طول تولید کند که گاهی قرمز و گاهی سبز هستند و ممکن است راست‌قامت یا خوابیده باشند. این ساقه‌ها دارای کرک‌های ساده یا غده‌ای هستند که به سمت بالا فراوان‌تر (کرکی‌تر) می‌شوند. گیاهان دارای کرک‌های غده‌ای چسبنده هستند، اما آن‌هایی که کرک‌های ساده دارند، بسیار کمتر چسبنده‌اند. این گیاه بدون بو است.
برگ‌ها در ابتدای سال به صورت گل‌گلی در پایه گیاه قرار می‌گیرند و سپس به صورت جفت‌های مقابل هم در امتداد ساقه رشد می‌کنند. برگ‌ها شانه‌ای هستند، تقریباً دوتایی، زیرا هر برگچه به شدت دندانه‌دار یا بیش از نیمه تا رگبرگ میانی تقسیم شده است، و کل برگ می‌تواند در اندازه از ۲ تا ۲۰ سانتی‌متر طول داشته باشد، چه دارای دمبرگ  باشد و چه نباشد. مانند ساقه‌ها، برگ‌ها نیز می‌توانند با کرک‌های غده‌ای یا ساده پوشیده شوند.
ساقه‌ها گل‌های صورتی روشن دارند که اغلب در پایه خود لکه‌های تیره دارند. گل‌ها به صورت خوشه‌ای و دارای ده پرچم  هستند – که پنج تای آن‌ها بارور  هستند – و پنج خامه دارند.   میوه بلند گیاه، که شبیه به نوک لک‌لک است، هنگام رسیدن به صورت مارپیچی باز می‌شود و دانه‌ها را (که دارای دم‌های بلندی به نام ریشک هستند) به هوا پرتاب می‌کند.